# Estrela de Lakshmi

A Estrela Lakshmi é um complexo (8/2) valor da estrela (ou seja, dois quadrados com o mesmo centro em ângulos de 45°), e os valores em hinduísmo, onde ela representa Ashtalakshmi, as oito formas, ou "tipo de riqueza", da deusa Lakshmi. Este símbolo aparece proeminentemente no Museu Nacional Lugash, retratado no filme ficcional Retorno da Pantera Cor-de-Rosa.